# Jennifer Eccles
Jennifer Eccles är en poplåt lanserad av The Hollies 1968. Låten skrevs av Allan Clarke och Graham Nash och låttiteln bestod av förnamnet på Clarks fru och efternamnet på Nashs fru.
Efter att The Hollies under det kreativa musikklimat som rådde 1967 breddat sin ljudbild och lanserat den textmässigt seriösa singeln "King Midas in Reverse" återvände gruppen med denna singel till sitt tidigare mer trallvänliga sound då deras allvarliga sida visat sig inte helt gå hem hos publiken. Låtens "gimmick" är en busvissling. "Jennifer Eccles" blev en hitsingel i flera europeiska länder, men i USA snuddade den bara vid topp 40-placering på singellistan.
Låten nämns i The Scaffolds skämtlåt "Lily the Pink" från 1969.

## Listplaceringar
| Lista (1968)   | Position               |
| -------------- | ---------------------- |
| Australien     | 10 (Go Set)            |
| Danmark        | 4 (DR "Top 20")        |
| Irland         | 7                      |
| Kanada         | 19 (RPM)               |
| Nederländerna  | 17                     |
| Norge          | 5 (VG-lista)           |
| Nya Zeeland    | 8                      |
| Storbritannien | 7                      |
| Sverige        | 6 (Kvällstoppen)       |
| Sverige        | 1 (Tio i topp)         |
| USA            | 40 (Billboard Hot 100) |
| Vallonien      | 29                     |
| Västtyskland   | 8                      |
| Österrike      | 5                      |